# تالفت
تالفت هي قرية في بلدية أولاد يحيى خدروش بدائرة الميلية في ولاية جيجل. تتكون من عدة قرى صغيرة.